# 錫卡莫爾鎮區 (堪薩斯州蒙哥馬利縣)
錫卡莫爾鎮區（英語：Sycamore Township）是位於美國堪薩斯州蒙哥馬利縣的一個行政鎮區。

## 地方資料
錫卡莫爾鎮區的面積為175.28平方千米，當中陸地面積為167.66平方千米，而水域面積為7.62平方千米。根據2010年美國人口普查的數據，當地共有人口908人，而人口密度為每平方千米5.18人。

## 外部連結
- US-Counties.com
- City-Data.com （页面存档备份，存于）